# Amargot
L'amargot, morro de porc, barba cabruna, apagallums, herba amargant o cuixabarba (Urospermum dalechampii) és una planta amb flor de la família Asteraceae. El nom Urospermum prové del grec i es refereix a la forma de la llavor, i posteriorment el fruit, que acaba en una mena de cua, una prolongació buida i ampla. Jacques Daléchamps, a qui fa referència la segona part del nom binomial, va ser un metge naturalista francès del segle xvi, autor d'una Histoire générale des plantes.
Les fulles d'aquesta planta són comestibles i són un dels ingredients del preboggion, barreja d'herbes típica de la cuina de Ligúria.

## Ecologia
Creix en terrenys erms, vores de camins, camps de secà i pastures mesoxeròfiles, fins a altituds de 1.100 m. A Catalunya es pot trobar arreu però manca o rareja als Pirineus i al territori de la Serralada Transversal. El seu hàbitat s'estén de la península Ibèrica a Dalmàcia, incloent l'Àfrica septentrional.

## Morfologia
L'alçada d'aquesta planta pot oscil·lar entre un mínim de 10 fins a un màxim de 50 cm. És molt pilosa, amb una tija única o ramificada. A la base, les fulles estan generalment disposades en una roseta i són dentades, mentre que les fulles caulinars són poc nombroses i més petites, més o menys dividides i amplexicaules. La inflorescència és una flor solitària a l'extrem de la tija llarga. Les lígules són d'un groc vistós i molt allargades, en general amb dents de color negre. Les bràctees de l'involucre varien en nombre, de set a vuit. El període de floració comprèn des del mes de març fins a l'agost, però és a la primavera quan floreix en abundància. El fruit és un aqueni negre.

## Galeria d'imatges
|  |  |  |